# Ворушіння
Ворушіння (рос. ворошение, англ. agitation, нім. Wenden n) — у торфовидобуванні — технологічна операція, що полягає в перевертанні торфового фрезерного дріб'язку, що знаходиться в розстилі для прискорення його сушки. Ворушіння проводять причіпними торфовими ворушилками.